# Cause and Effect (banda)
Cause & Effect (abreviado como C&E) fue una banda estadounidense de música electrónica/synthpop creada por Robert Rowe y Sean Rowley. En la banda también ingresarían Richard Shepherd y Keith Milo posteriormente. Cause & Effect es conocida principalmente por sus éxitos menores en Estados Unidos "You Think You Know Her" (1990), "Another Minute" (1992) y "It's Over Now " (1994).

## Historia

### Primeros años (1990-1992)
Cause & Effect se formó en Sacramento, California, Estados Unidos, en el año 1990. Sus integrantes originales eran Robert Rowe (vocalista y guitarrista) y Sean Rowley (vocalista y teclista). Su debut tuvo lugar en el año 1990, al lanzar el álbum de nombre homónimo en el sello Exile Records. Un año más tarde, en 1991, C&E fue elegida por la filial de BMG Music, Zoo Entertainment, relanzándose su álbum debut reelaborado, esta vez con el nombre de "Another Minute". En 1992 ingresaría en la banda el batería Richard Shepherd, saliendo el grupo de gira a finales de año, ya como trío.

### Fallecimiento de Sean Rowley
El 12 de noviembre de 1992, cuando el futuro de la banda parecía prometedor, el cofundador de Cause & Effect, Sean Rowley, falleció mientras la banda estaba de gira como telonera de Information Society. La muerte de Rowley tuvo lugar durante la prueba de sonido del séptimo show de la gira en Glam Slam, un club inaugurado en 1989 por el músico y compositor Prince en Minneapolis, Minnesota. La causa de su muerte, con sólo 23 años, se estableció como una insuficiencia cardíaca provocada por un ataque de asma severo. Tras este hecho, el grupo canceló el resto de su gira, regresando a Sacramento.
Tras un mes de inactividad, fruto de la desconcertante muerte de Rowley, la banda fue invitada a actuar en el KROQ Acoustic Christmas Show, entre el 12 y el 13 de diciembre de 1992. La canción acústica escrita por Rowe, "Hollow", se incluyó en una compilación de su compañía discográfica, Zoo Entertainment, siendo dedicada al recién fallecido Rowley.

### Ingreso de Keith Milo y publicación deTrip
Rowe y Shepherd decidieron continuar los esfuerzos de la banda junto con el teclista Keith Milo, quien ingresó en la misma en 1993. La banda trabajó en la grabación de un nuevo álbum, Trip, que fue publicado en 1994, recibiendo elogios de la crítica.[cita requerida] El álbum generó el sencillo "It's Over Now", un éxito que alcanzó el número 7 en la lista Billboard Modern Rock Tracks y el número 67 en la lista Billboard Hot 100, en agosto de 1994. También se lanzaron sencillos para las canciones "Alone" e "Inside Out", pero ninguno de ellos logró buenos resultados en las listas.

### Innermost Stationy salida de Richard Shepherd
Después de que la empresa matriz BMG retirara la financiación y la distribución, el sello independiente de C&E, Zoo Entertainment, cerró en 1995. En lugar de buscar otro acuerdo con un sello importante, la banda decidió utilizar métodos alternativos de distribución de su música, lo que la llevó, en 1996, a establecer su propio sitio web y sello oficial en línea, Liquefaction. La banda lanzaría su tercer álbum, Innermost Station, en 1997, relanzándolo luego en 1999. Por esta época, un sencillo digital de "World Is Ours", que contiene dos remixes, fue lanzado a través del sitio web de la banda. A pesar del lanzamiento del álbum Innermost Station en 1997, la banda sufrió la marcha del batería Richard Shepherd, quien dejaría el grupo ese mismo año.

### The Sunrise EP
Pese a la marcha de Shepherd, Rowe y Milo continuaron con el proyecto de C&E, lanzando The Sunrise EP en 2003. Este incluía el sencillo "Into the Light", que se convirtió en el quinto sencillo de la banda en figurar en las listas de clubes de Billboard, alcanzando el número 20 a mediados de 2004. "Into the Light" fue lanzado como un sencillo digital de iTunes, contando con siete remixes de clubes.

### Artificial Constructy proyectos paralelos individuales
En 2010, Rowe y Milo lanzaron su quinto álbum de estudio, Artificial Construct. Este, inicialmente, constaría de tres partes que se lanzarían como EP individuales entre dicho año y 2011. Artificial Construct Part One fue lanzado el 6 de junio de 2010, mientras que Artificial Construct Part Two se publicó el 8 de julio de 2011. Sin embargo, la tercera parte, la que debiera ser Artificial Construct Part Three nunca llegó a completarse, pues, tal y como anunció la banda en 2013 en su página de Facebook, sus integrantes se embarcarían en proyectos individuales paralelos por algún tiempo, lo que suponía una pausa en la actividad de Cause & Effect.

### Inactividad y separación (2013-2020)
Tras el anuncio en 2013 de C&E de un cese temporal de su actividad, esta nunca volvió a reactivarse, y, finalmente, en abril de 2020, el grupo anunció vía Facebook que Rowe y Milo ya no continuarían creando música juntos, lo que suponía la disolución Cause & Effect.

## Discografía

### Álbumes
- Cause & Effect (1990)
- Another Minute (1992): Versión reelaborada de Cause & Effect
- Trip (1994)
- Innermost Station (1997): Relanzado en 1999
- The Sunrise EP (2003)
- Artificial Construct Part One (2010)
- Artificial Construct Part Two (2011)

### Sencillos
- "What Do You See" (1990)
- "You Think You Know Her" (1990)
- "You Think You Know Her" – Relanzado (1991)
- "What Do You See" – Relanzado (1992)
- "Another Minute" (1992)
- "It's Over Now" (1994)
- "Alone" - (Solo promocional) (1994)
- "Inside Out" - (Solo promocional) (1994)
- "World Is Ours" (Sencillo digital) (1999)
- "Ophelia" (Sencillo digital sólo lanzado para los créditos del filme Shriek If You Know What I Did Last Friday the Thirteenth) (2000)
- "Into the Light" (2004)
- "Happy?" - Dirty 8VA Mix (Sencillo digital) (2010)

## Cultura popular
Una de las canciones de la banda, Ophelia, apareció en la película de 2000 "Shriek If You Know What I Did Last Friday the Thirteenth" .